# Цирлиева къща (1837)
Цирлиевата къща (на гръцки: Οικία Θ. Tσίρλη) е къща в леринското влашко село Невеска (Нимфео), Гърция.

## История
Къщата е собственост на Теодорос Цирлис. Построена е в 1837 - 1838 година и е най-старата запазена в Невеска. В нея в 1902 година е решено да се започне така наречената Македонска борба. Къщата приютява много от видните гръцки андартски водачи, действали от 1902 до 1909 година в Западна Македония, Битолско и Корещата.
В 1986 година къщата е обявена за паметник на културата.

## Архитектура
Това е двуетажна сграда, която е покрита с ламаринени листове с разпространената в Невеска румънска техника, донесена в началото на ΧΧ век. Етажният план е типичен за епохата - централен салон, около който са разположени стаите. На приземния етаж са организирани зимните помещения и спомагателните помещения, докато на първия етаж са летните. Етажът излиза ерекерно и сякаш се поддържа от дъгообразно пространство на приземния етаж, затворено със стъкло. Фасадата е перфорирана от поредица отвори, докато на приземния етаж отворите са по периметъра. Забележителна е вътрешната украса на къщата, като зимните помещения на приземния етаж са украсени с фриз с растителна украса. Забележителен е и дърворезбованият цветен таван с радиална розета в центъра, имитираща слънце.